# 萨尔瓦多莱·法利纳 (将军)
萨尔瓦多莱·法利纳（義大利語：Salvatore Farina；1957年11月18日—），意大利陆军将领，现任意大利陆军参谋长。此前曾担任过北约驻科索沃部队司令、意大利驻英国大使馆武官、盟军中欧司令部司令。

## 生平
他曾於帕多瓦大學獲得電機工程學學位，在都灵大学获得了战略科学学位，并在的里雅斯特大学获得了国际政治和外交关系学位。1976年進入摩德纳军事学院。2018年2月27日，就任意大利陆军参谋长。
在2019冠狀病毒病疫情蔓延至義大利之後，他於2020年3月8日被報導稱SARS-CoV-2檢測結果呈現陽性，意味著他感染了2019冠狀病毒病。他自稱現狀很好，正在自我隔離中。